# Micaelamys namaquensis
Micaelamys namaquensis is een knaagdier uit het geslacht Micaelamys dat voorkomt in Oost-Angola, Zuidoost-Zambia, Zuid-Malawi, Botswana, Zimbabwe, Midden- en Zuid-Mozambique en Zuid-Afrika (behalve de drogere delen van het westen en de kust). Deze soort is in vroegere classificaties als een soort van Gerbillus, Aethomys, Thallomys of Rattus (ondergeslacht Praomys) gezien, maar wordt nu samen met M. granti tot Micaelamys gerekend. Waarschijnlijk bestaan er vier ondersoorten. Deze soort komt in allerlei habitats voor, maar het meest in rotsachtige gebieden.
De rug is rood- tot geelbruin, de onderkant wit of lichtgrijs. De lange, dunne staart is bedekt met fijne schubben. De totale lengte bedraagt 23 tot 29 cm, de staartlengte 15 tot 16 cm en het gewicht 33 tot 58 gram. Vrouwtjes hebben 1+2=6 mammae.
Het dier eet allerlei plantaardig materiaal en insecten. Vooral zaden van grassen en andere planten worden vaak gegeten. In het fynbos eet het dier van Protea-bloemen, waarvoor het een belangrijke bestuiver is.
De paartijd is van september tot mei, in de zomer. Per nest kunnen tot zeven jongen geboren worden. Het dier is 's nachts actief; overdag slaapt het in rotsspleten, onder gevallen bomen, in boomholtes of in holen. De nesten, die met vegetatie worden bedekt, worden gedeeld door kleine groepen.